# Max Evans
Maxwell Brian Evans (Torquay, 12 settembre 1983) è un rugbista a 15 britannico, internazionale per la Scozia, tre quarti centro del Castres, con cui si è laureato campione di Francia nel 2013.

## Palmarès
- Campionati francesi: 1
Castres: 2012-13